# Civil War (EP)
 The "Civil War" EP es el tercer EP de la banda de hard rock estadounidense Guns N' Roses, lanzado el 24 de mayo de 1993.

## Lista de temas
| Versión británica (GFSTD 43) |                                  |                               |          |  |
| N.º                          | Título                           | Escritor(es)                  | Duración |  |
| 1.                           | «Civil War» (Versión LP)         | Axl Rose, Slash, Duff McKagan | 7:36     |  |
| 2.                           | «Garden Of Eden» (Versión LP)    | Rose, Slash                   | 2:36     |  |
| 3.                           | «Dead Horse» (Versión LP)        | Rose                          | 4:11     |  |
| 4.                           | «Entrevista exclusiva con Slash» |                               | 7:21     |  |

| Versión alemana (GED 21810) |                                  |                      |          |  |
| N.º                         | Título                           | Escritor(es)         | Duración |  |
| 1.                          | «Civil War» (Versión LP)         | Rose, Slash, McKagan | 7:36     |  |
| 2.                          | «Garden of Eden» (Versión LP)    | Rose, Slash          | 2:36     |  |
| 3.                          | «Entrevista exclusiva con Slash» |                      | 7:21     |  |

| Versión japonesa (GEFDM-21794) |                                  |                        |          |  |
| N.º                            | Título                           | Escritor(es)           | Duración |  |
| 1.                             | «Civil War» (Versión LP)         | Rose, Slash, McKagan   | 7:36     |  |
| 2.                             | «Don't Damn Me» (Versión LP)     | Rose, Slash, Dave Lank | 5:12     |  |
| 3.                             | «Back Off Bitch» (Versión LP)    | Rose, Paul Tobias      | 4:57     |  |
| 4.                             | «Entrevista exclusiva con Slash» |                        | 7:21     |  |

## Integrantes
| - Axl Rose – Voz, efectos de sonido en «Garden of Eden» - Slash – Guitarra, coros - Izzy Stradlin – Guitarra rítmica - Duff McKagan – Bajo, coros - Matt Sorum – Batería, percusión - Dizzy Reed – piano, coros | - Steven Adler – Batería en «Civil War» - Johann Langlie – Sintetizador en «Garden of Eden» - Mike Clink – Cascanueces en «Dead Horse», Productor, ingeniería de sonido - Bill Price – Mezcla - George Marino – Masterizador |